# Гергана
Гергана Георгієва Кацарска (болг. Гергана Георгиева Кацарска), більш відома як Гергана (болг. Гергана); (нар.. 30 листопада 1984, Димитровград, Болгарія) — болгарська співачка в стилі поп-фолк, її часто називають Лялька Барбі поп-фольку.

## Біографія
Гергана народилася 30 листопада 1984 року в невеликому місті Димитровград, виросла у забезпеченій родині. Часто їздила до бабусі і дідуся в село. У дитинстві вона грала в рухливі ігри, зокрема й футбол.
З дитинства Гергана мріяла стати співачкою — вона брала мамин одяг і косметику, а мікрофоном був дезодорант, вона співала перед дзеркалом. Вона закінчила музичну школу в її рідному місті на курсі естрадного вокалу. Тодор Димитров, її продюсер протягом перших п'яти років його кар'єри, помітив її, і так почалася її кар'єра.
У жовтні 2003 року була випущена пісня Губя те бавно (укр. Гублю тебе повільно), з часом всі поп-фолк шанувальники знали напам'ять цю пісню і вона стала новим шлягером. Потім вона випустила дебютний альбом, у якому було включено 10 пісень, одна з яких була реміксом. Це був один з найбільш продаваних альбомів в 2003 і 2004 роках після того, як було продано більше 70 000 примірників. Влітку того ж року Гергана записала свій перший дует За теб, любов (укр. Тобі, любов) зі своєю подругою Анелією.
Наприкінці 2004 року вона випустила другий альбом — «Както никой друг» укр. Як ніхто інший), цей альбом був присвячений пам'яті її матері.
У червні 2011 року Гергана випустила відеокліп на пісню «Първичен інстинкт» (укр. Первинний інстинкт), це був дует з новим співаком Галином. У 2013 році Гергана випустила «Відтепер».
У 2015 році Гергана випустила пісню «Твоите думи» (укр. Твої слова) і, хоча відеокліп на неї був вилучений через звинувачення в плагіаті, до моменту видалення відеокліп набрав півтора мільйони переглядів. З'ясовувалося, що ця пісня є плагіатом пісні «Kollon 3endon Dababaat» (укр. Там танки) реперши Шадії Мансур.
На початку 2016 року вона випустила відеокліп на пісню «Огън в дъжда» (укр. Пожежа в дощ).
Гергана навчалася на факультеті геології в Софійському університеті імені Святого Климента Охридського, бувала в різних місцях країни, у вільний час часто співає по клубах, записує новий п'ятий студійний альбом (дата виходу невідома). Вона спростовує новини про те, що залишає сцену, і сподівається, що буде випускати нові пісні

## Дискографія

### Альбоми
1. 2003 — Губя те бавно / Гублю тебе повільно[11]
2. 2004 — Както никой друг / Як ніхто інший[12]
3. 2005 — Сини очи / Сині очі[13]
4. 2007 — Сладката страна на нещата / Солодка сторона речей[14]

### Збірники
1. 2012 — Златните Хитове на Гергана / Золоті хіти Гергани